# Clemens von Rom

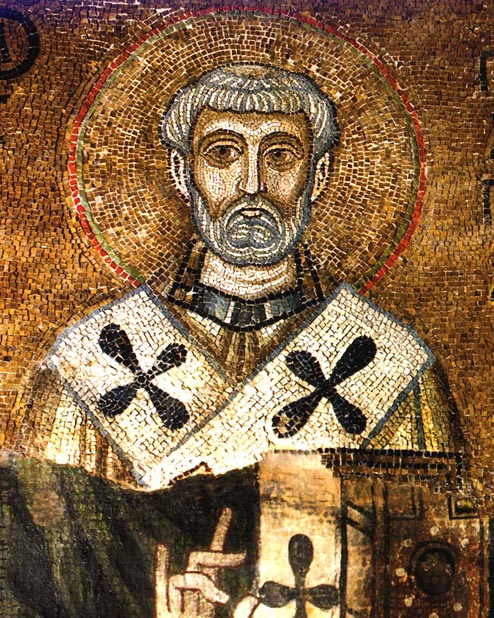
Clemens von Rom auf einem Mosaik aus dem 11. Jahrhundert in der Sophienkathedrale (Kiew)

Clemens I., auch Clemens Romanus bzw. Clemens von Rom (* um 50 in Rom; † 97 (oder 101) in Rom oder auf der Krim), wird zu den Apostolischen Vätern gezählt. Er war als Bischof von Rom zweiter oder dritter Nachfolger des Apostels Petrus. Er gilt als der Verfasser des Ersten Clemensbriefes und ist die erste bedeutende Gestalt des Christentums nach Paulus von Tarsus, von der umfangreicheres und sicheres Quellenmaterial zur Verfügung steht.

## Leben und Wirken

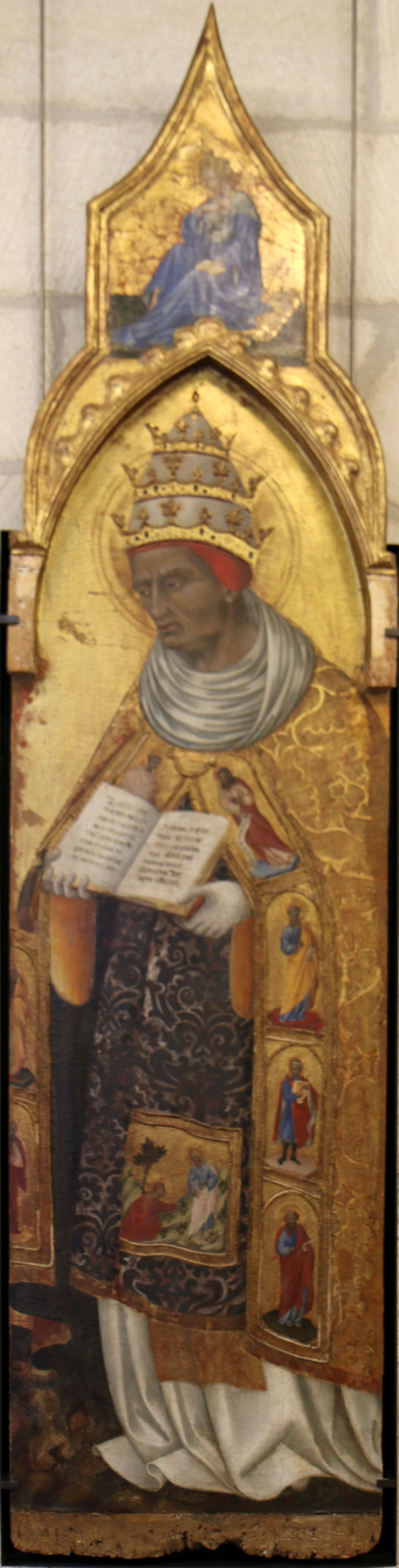
Giovanni di Paolo – Papst Clemens (um 1475), Musée du Petit Palais (Avignon)

Amt Büsum-Wesselburen: Clemens auf dem Wappen

Aus seinem Leben ist nur wenig bekannt. Vermutlich war er hellenistischer Jude mit guter Kenntnis der Schriften und gründlicher philosophischer Bildung.
Seine Amtszeit als Bischof wird auf 88 bis 97 datiert, was allerdings unsicher ist. In der Liste der Bischöfe von Rom wird er nach Petrus und Linus, aber vor Anaklet als dritter (so Augustinus und Optatus von Mileve) bzw. nach Anaklet als vierter (so Irenäus von Lyon) aufgeführt. Einige Forscher nehmen an, dass er zur Dienerschaft des Titus Flavius Clemens gehörte, eines im Jahr 95 wegen „Gottlosigkeit“ hingerichteten Vetters des Kaisers Domitian. Andere halten sogar eine Identität der beiden für möglich, wie es die Pseudoklementinischen Homilien aus dem 3. Jahrhundert nahelegen. Clemens sei mit vielen bedeutenden Männern aus der kaiserlichen Familie (Flavier) verwandt gewesen, und sein Vater sei mit dem Kaiser zusammen aufgewachsen.
Man kann Clemens von Rom nicht mit dem Clemens aus dem Philipperbrief (Phil 4,3 ) identifizieren, wie Origenes es tat. Da es zudem im 1. Jahrhundert kein monarchisches Bischofsamt gab – auch im 1. Clemensbrief sind nur Hinweise auf Älteste zu finden –, ist die Frage nach der Datierung seiner Amtszeit von geringem Gewicht.
Während seiner Wirkungszeit sollen sich führende Angehörige des römischen Adels und des Kaiserhauses dem christlichen Glauben zugewandt haben. Nach Tertullian soll der Apostel Johannes ebenfalls zu jener Zeit in Rom das Martyrium erlitten haben.

## Clemens-Briefe
Clemens erlangte durch den später viel gelesenen ersten Clemensbrief Bekanntheit. Der überaus lange Brief besteht aus 65 Kapiteln. Darin beschreibt er die Situation der römischen Gemeinde am Ende des ersten Jahrhunderts, die auch unter Verfolgung fest in Glaube und Liebe zusammenhielt. Der Brief dokumentiert den sehr frühen judikativen Einfluss der Bischöfe von Rom auf andere Gemeinden oder zumindest den Versuch dazu. Er ist für die Geschichte des Papsttums von großem Interesse. Clemens erinnert daran, „dass den einzelnen Gliedern des Leibes Christi gemäß der empfangenen Berufung verschiedene Dienste und Aufgaben zukommen. Die Unterscheidung der hierarchischen Ämter von den Diensten der Gläubigen stellt dabei kein Problem dar.“ Zum ersten Mal in der christlichen Literatur verwendet Clemens die griechische Bezeichnung laikos (Laie), was Glied des laos (Volk Gottes) bedeutet. Abgefasst wurde der Brief wahrscheinlich kurz nach der Verfolgung durch Domitian (95–96 n. Chr.). Anlass dazu gaben Wirren in der Gemeinde von Korinth; einige jüngere Mitglieder der Gemeinde hatten sich gegen die Ältesten (Presbyter) erhoben und sie aus ihrer Stellung verdrängt.
Andere Clemens zugeschriebene Briefe gelten durchweg als nicht authentisch. Der zweite Clemensbrief ist, auch wenn er nicht von Clemens stammt, dennoch bedeutend als die vermutlich älteste erhaltene nachneutestamentliche christliche Predigt.

## Legende

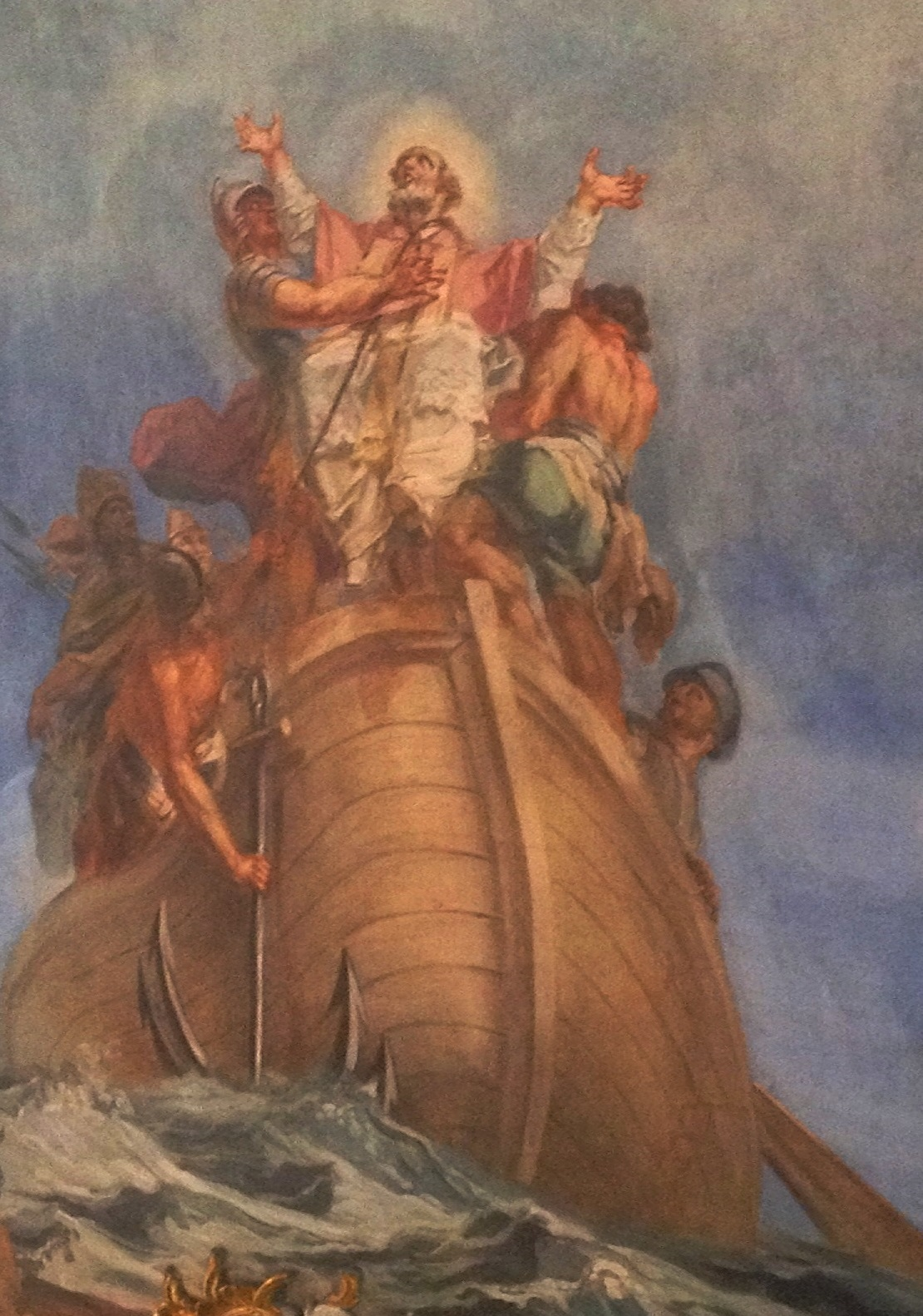
Martyrium des hl. Clemens, Gregor Winck, Schlosskirche Liebenburg, 1758

Im 9. Jahrhundert wurde die Legende populär, dass Clemens als Märtyrer auf der Krim starb; frühere Quellen schreiben ihm dagegen einen natürlichen Tod zu. Der Legende nach wurde der heilige Clemens an einem Anker im Meer versenkt. Am Meeresboden sei ein Tempel entstanden, in dem seine Gebeine aufbewahrt würden. Einmal im Jahr, so heißt es weiter, habe sich das Meer auf wundersame Weise geteilt und den Pilgern einen Weg zum Grabtempel ermöglicht. Es wird sogar behauptet, dass einst ein kleines Kind im Tempel von der Mutter vergessen worden und ein Jahr später, als der Tempel wieder zugänglich war, unversehrt herausgekommen sei.
Nach der Legende Leben des Konstantin fanden die Slawenapostel Kyrill und Method am Schwarzen Meer sein Grab, nahmen die Gebeine mit und schenkten sie bei ihrer späteren Reise nach Rom dem Papst Hadrian II. als Reliquie.

## Verehrung
Die Kirche San Clemente in Rom steht der Tradition zufolge über den Fundamenten seines Wohnhauses. Zahlreiche weitere Kirchen in Mittel- und Westeuropa sind dem hl. Clemens geweiht.
Sein evangelischer, anglikanischer und römisch-katholischer Gedenktag ist der 23. November, der Tag seiner Beisetzung, der auch als „Ankertag“ bezeichnet wird. Daneben finden sich als Gedenktage auch der 24. November (orthodox und armenisch), der 25. November (orthodox und koptisch) sowie der 4. Januar, der 22. April und der 10. September (orthodox). In Sevilla findet alljährlich am 23. November eine große Prozession mit den in der Kathedrale verwahrten Reliquien des Heiligen statt, denn am Tag des hl. Clemens des Jahres 1248 wurde die Stadt von Ferdinand III. aus den Händen der Mauren zurückerobert (reconquista).
Der hl. Clemens ist zudem auf dem Wappen des Amtes Büsum-Wesselburen dargestellt.

## Darstellung

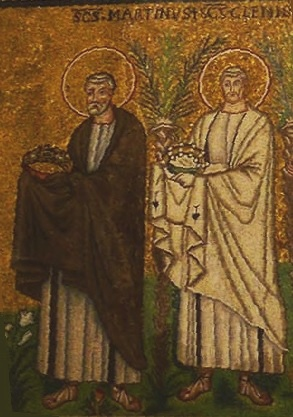
Clemens von Rom (rechts) neben Martin von Tours in Sant’Apollinare Nuovo (Ravenna, 6. Jh.)

Die älteste bekannte Darstellung zweifelhafter Zuordnung, auf der früh der Märtyrerbischof Clemens erkannt wurde, stammt aus dem 4. Jahrhundert und befindet sich auf einem Fresko in der Unterkirche von San Clemente in Rom. Auch in San Paolo fuori le Mura existiert eine Imago clipeata (Medaillon) aus dem 6. Jahrhundert. Ebenfalls aus dem 6. Jahrhundert stammt die Darstellung auf den Mosaiken von Sant’Apollinare Nuovo in Ravenna, die ihn in Tunika mit einer Märtyrerkrone in den Händen zeigt. Zahlreiche mittelalterliche byzantinische Darstellungen des hl. Clemens können wegen der Ähnlichkeit mit Klemens von Ankara nicht sicher zugeordnet werden, sofern die Identität nicht durch Inschriften gesichert ist.
Im Westen zeigen mittelalterliche Darstellungen des hl. Clemens einen Bischof mit generellen Attributen wie Tonsur, Pallium und Buch; manchmal hält er ein Stabkreuz. Seltener sind Darstellungen mit Anker oder Fisch. In Einzelszenen wird er unter anderem mit einem Mühlstein um den Hals aus einem Boot ins Meer geworfen. Bildnisse aus Spätgotik und Frührenaissance zeigen ihn mit der Papstkrone. Eine syrische Buchminiatur aus dem 12. Jahrhundert, die in der Universitätsbibliothek von Cambridge aufbewahrt ist, zeigt den Autor der Klemensbriefe als bärtigen Schriftsteller mit biblischen Schriftrollen sitzend an einem Schreibtisch.

## Patronat
Er ist Patron
- von Solingen, Drolshagen, Sevilla, Aarhus, Compiègne, Steenwijk (NL) und der Krim, insbesondere von Inkerman, das ihn im Wappen trägt;
- der Seeleute, Hutmacher, Bergleute, Steinmetzen, Marmorarbeiter, sowie in der Steiermark der Holzfäller;
- der Kinder;
- bei Sturm und Gewitter;
- gegen Wassergefahren und Kinderkrankheiten
- der St. Klemens Kommende Dortmund

## Schriften (Auswahl)
- Die Reisen des Petrus – Recognitiones Clementis – Bericht des Klemens von Rom an Jakobus, den Bruder Jesu, über seine Reisen mit Petrus, dem Apostel Christi und Bischof von Rom. Übersetzt von Daniel A. Erhorn. Spohr, Lympia (Zypern) 2021 (pseudoklementinische Rekognitionen).[6]